# 粘鹿藿
粘鹿藿（学名：Rhynchosia viscosa）为豆科鹿霍属下的一个种。

## 扩展阅读
- 維基物種上的相關：粘鹿藿